# Пенанг
Пенанг е щат на Малайзия. Населението му е 1 520 143 жители (2010 г.), а има площ от 1048 кв. км. Телефонният му код е +604, а МПС кодът P. Пощенските му кодове са в диапазона 10000–19500. Мнозинството от населението към 2010 г. са китайци – 45,6%, малайци – 43,6%, индийци – 10,4%, и други – 0,4%. Щатът е силно урбанизиран и развит и един от най-важните малайзийски щати в икономическо отношение, както и популярна туристическа дестинация.
1. ↑  www.dosm.gov.my